# Кронізм
Кронізм — практика призначення друзів, родичів або довірених осіб на керівні посади, сприяння працевлаштуванню чи  
кар’єрному зростанню претендентів в обмін на їхню особисту відданість («вірність хазяїну»). Також терміном «кронізм» іноді позначають таке явище, як корумпування представницького органу через купівлю голосів.
Кронізм є формою корупції.

## Етимологія
Вважається, що слово походить від грецького слова chronios (χρόνιος), що означає «довгостроковий».